# Oak Ridge National Laboratory DAAC
El Centro de Archivo Activo Distribuido del Laboratorio Nacional Oak (ORNL DAAC) para la biogeoquímica dinámica es un sistema de datos e información del sistema de observacion de la Tierra de la Administración Nacional de Aeronáutica y del Espacio (EOSDIS) centro de datos dirigido por el Proyecto de Sistema de Datos e Información de Ciencias de la Tierra, que es responsable de proporcionar acceso a los usuarios científicos y otros usuarios acceso a los datos de las misiones de Ciencias de la Tierra de la  NASA. ORNL DAAC es operado por la División de Ciencias Ambientales de ORNL y es responsable del archivo de datos, desarrollo y distribución de productos, y soporte de usuario para datos biogeoquímico y ecológicos. El DAAC de ORNL archiva los datos producidos por  el Programa de Ecología Terrestre de la NASA. El DAAC proporciona datos e información relevantes para las dinámicas biogeoquímicas, los datos ecológicos, y los procesos ambientales, fundamentales para comprender las dinámicas relacionadas con los componentes biológicos, geológicos y químicos del entorno de la Tierra. Se puede acceder a los datos DAAC a través de Mercury: Sistema de Búsqueda de Metadatos.
ORNL DAAC figura en el Registro de Repositorios de Datos de Investigación re3data.org.